# Teresa Torańska

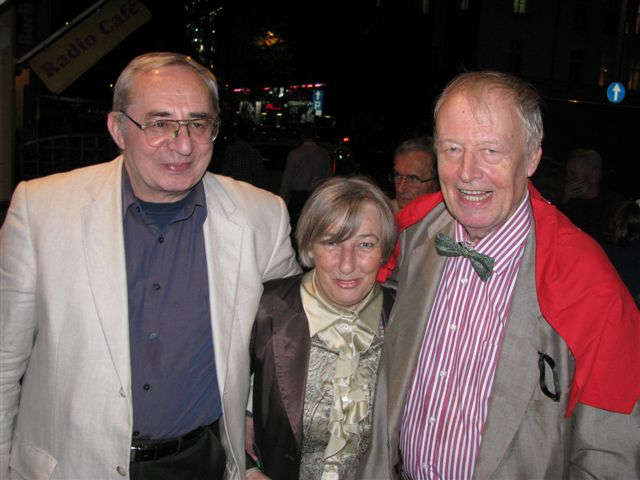
Z Maciejem Morawskim i Leszkiem Sankowskim (spotkanie w Stowarzyszeniu Pracowników, Współpracowników i Przyjaciół Rozgłośni Polskiej Radia Wolna Europa Imienia Jana Nowaka-Jeziorańskiego) – Warszawa, 21 września 2009

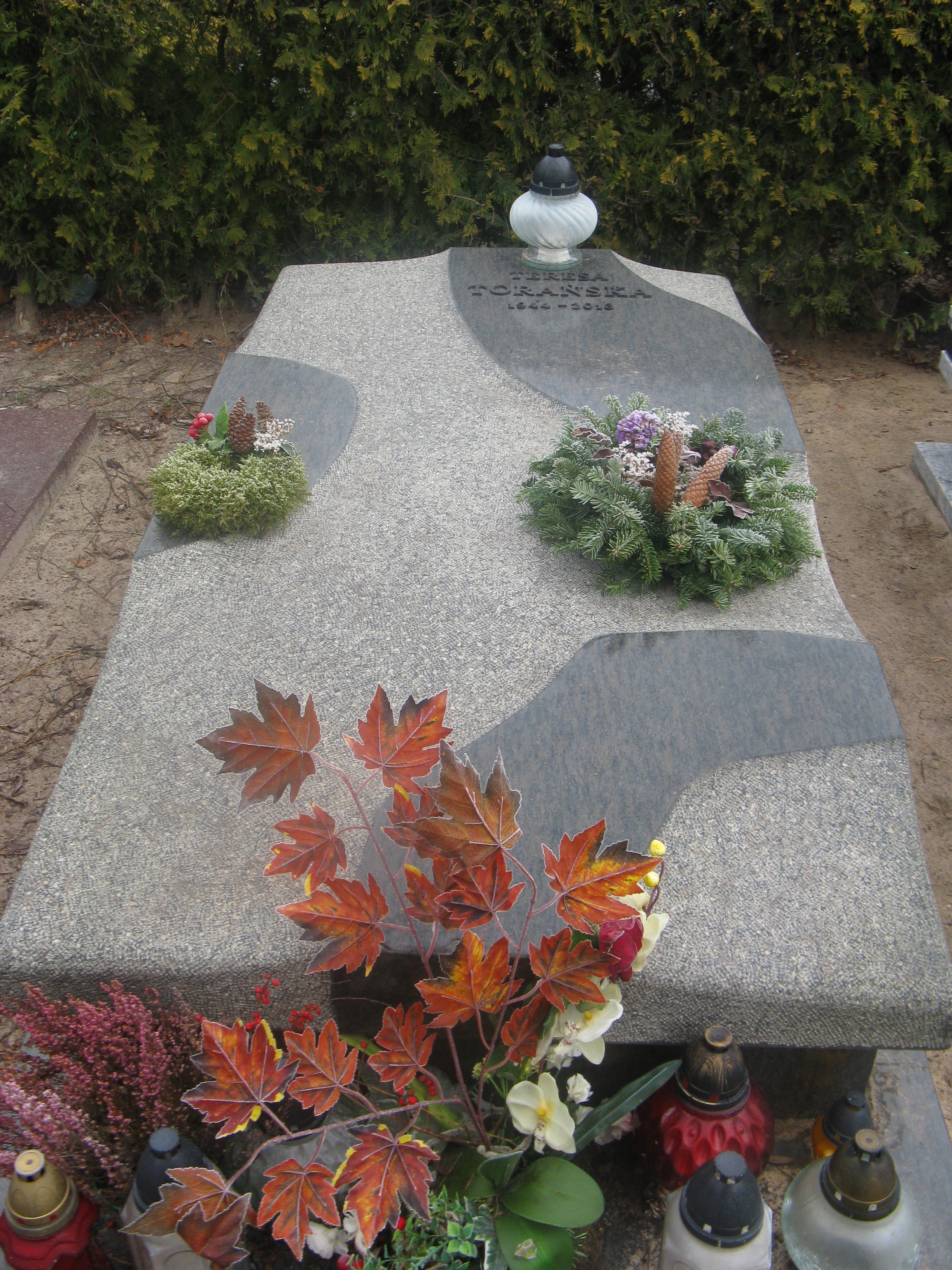
Grób Teresy Torańskiej na Wojskowych Powązkach w Warszawie.

Teresa Sławomira Torańska (ur. 1 stycznia 1944 w Wołkowysku, zm. 2 stycznia 2013 w Warszawie) – polska dziennikarka i pisarka.

## Życiorys
W 1966 ukończyła studia prawnicze na Wydziale Prawa Uniwersytetu Warszawskiego, a w 1969 Studium Dziennikarskie.
Pracę dziennikarską rozpoczęła w redakcji tygodnika „Argumenty”. W latach 1973–1975 pracowała w miesięczniku „Światowid”, od 1975 do wprowadzenia stanu wojennego była dziennikarką w dziale reportażu społecznego tygodnika „Kultura”, później współpracowała także z paryską „Kulturą”. W stanie wojennym utrzymywała się m.in. z przepisywania na maszynie prac magisterskich.
Jest autorką książki pt. Oni, zawierającej wywiady-rozmowy z byłymi komunistycznymi decydentami i dygnitarzami na temat ich oceny dokonań socjalizmu w Polsce, wydanej w 1985 w tzw. drugim obiegu oraz przez wydawnictwo emigracyjne. Wywiady te rozpoczęła przeprowadzać w okresie istnienia tzw. pierwszej Solidarności, a następnie kontynuowała w czasie stanu wojennego.
Od 2000 do 2012 była dziennikarką „Dużego Formatu”, dodatku reporterów „Gazety Wyborczej”. Od marca 2012 do stycznia 2013 publikowała w tygodniku „Newsweek Polska”.
Była autorką talk-show Teraz Wy w TVP2 i cyklu wywiadów telewizyjnych z działaczami komunistycznymi, m.in. z Maciejem Szczepańskim, prezesem Radiokomitetu w latach 1972–1980 oraz jednym z twórców gierkowskiej propagandy sukcesu. W rocznicę katastrofy smoleńskiej przeprowadziła wywiad z parą prezydencką, Anną i Bronisławem Komorowskimi.
W sierpniu 2012 ukazał się 9-tomowy cykl jej wywiadów, opublikowany przez „Bibliotekę Newsweeka”. a 17 września 2012 w Warszawie odbył się z tej okazji ostatni wieczór autorski Torańskiej z udziałem większości jej rozmówców (wśród gości spotkania byli m.in.: Leszek Balcerowicz, Michał Głowiński, Michał Jagiełło, Wiktor Kulerski, Ewa Łętowska, Tadeusz Mazowiecki, Katarzyna Popowa-Zydroń, Adam Daniel Rotfeld, Jan Rulewski, Jan Strelau i Edmund Wnuk-Lipiński).
Zasiadała w jury Nagrody Historycznej im. Kazimierza Moczarskiego.
W 2011 zdiagnozowano u dziennikarki raka płuca. Choroba nie nadawała się do operacji. Zdecydowano się na intensywną chemioterapię. Wyniki badań okazały się dobre – nowotwór został w większości zniszczony. Jednak w grudniu 2012 stan zdrowia Torańskiej pogorszył się gwałtownie, co doprowadziło do jej śmierci, dzień po 69. urodzinach.
Została pochowana na Powązkach Wojskowych w Warszawie kwatera F IV Tuje 2. Pogrzeb odbył się 9 stycznia 2013. W uroczystościach pogrzebowych uczestniczyli: rodzina, przyjaciele zmarłej i liczni przedstawiciele świata polityki. Obecni byli m.in.: prezydent Bronisław Komorowski z małżonką, marszałek Sejmu Ewa Kopacz, minister kultury i dziedzictwa narodowego Bogdan Zdrojewski; byli premierzy: Tadeusz Mazowiecki i Jan Krzysztof Bielecki, Ewa i Leszek Balcerowiczowie; Jan Lityński, Danuta Stołecka, Irena Wóycicka i Henryk Wujec - doradcy w Kancelarii Prezydenta RP; ponadto wielu dziennikarzy, m.in. Seweryn Blumsztajn, Stefan Bratkowski, Jacek Hugo-Bader, Tomasz Lis, Jacek Moskwa, Jan Ordyński, Janina Paradowska, Sławomir Popowski, Ernest Skalski, Mariusz Szczygieł, Jacek Żakowski a także m.in.: Michał Bristiger, Maja Komorowska, Halina i Waldemar Kuczyńscy, Ewa Woydyłło-Osiatyńska i Wiktor Osiatyński, Paula i Mirosław Sawiccy, Magdalena Środa, Barbara Toruńczyk i inni.
Prezydent RP Bronisław Komorowski odznaczył pośmiertnie Teresę Torańską Krzyżem Komandorskim Orderu Odrodzenia Polski „za wybitne zasługi dla rozwoju polskiego dziennikarstwa i szczególne osiągnięcia w pracy publicystycznej upowszechniającej wiedzę o najnowszej historii Polski”. Odznaczenie podczas uroczystości pogrzebowych na Powązkach odebrał z rąk prezydenta wdowiec po zmarłej, Leszek Sankowski.

## Życie prywatne
Jej rodzice byli nauczycielami. Matka, Eleonora Bernatowicz, uczyła języka francuskiego. Ojciec, Longin, w czasie II wojny światowej został przez Rosjan zesłany na Syberię do gułagu w Mołotowsku (dziś: Siewierodwińsk), z którego uwolniono go w 1948 roku. Jej wuja Sowieci zamordowali w Charkowie.
Zamężna z Leszkiem Sankowskim, informatykiem. Mieszkała w Warszawie na Górnym Mokotowie.
Siostra przyrodnia Błażeja Torańskiego.

## Odznaczenia
- Krzyż Komandorski Orderu Odrodzenia Polski – 7 stycznia 2013, pośmiertnie[18][19]
- Krzyż Oficerski Orderu Odrodzenia Polski – 2001[20]

## Nagrody i wyróżnienia
W 2000 za książkę Oni otrzymała Nagrodę Polskiego PEN Clubu im. Ksawerego Pruszyńskiego. Jest pierwszą laureatką Nagrody im. Barbary Łopieńskiej za najlepszy wywiad prasowy (nagrodzona za rozmowę z gen. Wojciechem Jaruzelskim).

## Publikacje
- Informator o wyjazdach do krajów Europy Zachodniej i Jugosławii – wspólnie z Andrzejem Górkotem, Warszawa: Warszawskie Przedsiębiorstwo Turystyczne „Syrena” 1975.
- Europa za 100 dolarów – wspólnie z Andrzejem Górkotem, Wydawnictwo Sport i Turystyka 1975.
- Berlin - stolica NRD i okolice. Mały przewodnik turystyczny – wspólnie z Andrzejem Górkotem, Warszawa : Krajowa Agencja Wydawnicza RSW „Prasa-Książka-Ruch” 1976.
- Drezno i okolice. Mały przewodnik turystyczny, – wspólnie z Andrzejem Górkotem, Warszawa : Krajowa Agencja Wydawnicza 1976.
- Lipsk i okolice. Mały przewodnik turystyczny – wspólnie z Andrzejem Górkotem,/ Teresa Torańska, Warszawa: Krajowa Agencja Wydawnicza 1977.
- Śmierć kopalni, Warszawa: Krajowa Agencja Wydawnicza 1977.
- Chłopcy z tamtych lat – współautorzy: Jakub Kopeć i Janusz Wilk-Białożej, Krajowa Agencja Wydawnicza 1978.
- Widok z dołu, Warszawa: „Iskry”. 1980, ISBN 83-207-0236-4.
- Ewa Berberyusz, Pierwsze wejście, Warszawa: Niezależna Oficyna Wydawnicza 1984(Na podstawie reportaży E. Berberyusz; (dwa z nich powstały we współautorstwie z Teresą Torańską i Krzysztofem Szymborskim, druk. w l. 1980-1981 w tygodnikach: „Kultura”. „Przekrój”. „Solidarność” i „Tygodnik Powszechny”).
- Oni – II obieg wydawniczy: Przedświt, Warszawa 1985, Krakowskie Towarzystwo Wydawnicze, Kraków 1985, wydanie emigracyjne: Aneks, Londyn 1985; po 1989 roku liczne wznowienia.
- Leon Kasman, Konflikt z Moczarem, oprac. Teresa Torańska, Warszawa: „Myśl” 1986 (przedruk z „Aneks” Londyn 1985 nr 39).
- My, Warszawa: Most 1994, ISBN 83-85611-23-1 (liczne wznowienia; wydana także jako e-book)
- Byli, Warszawa: Świat Książki - Bertelsmann Media 2006, ISBN 83-247-0246-6 (liczne wznowienia).
- Są. Rozmowy o dobrych uczuciach, Warszawa: Świat Książki 2007, ISBN 978-83-247-0791-1.
- Jesteśmy. Rozstania '68, Warszawa: Świat Książki 2008, ISBN 978-83-247-1027-0.
- Śmierć spóźnia się o minutę, Warszawa: Agora, 2010.– Biblioteka Gazety Wyborczej, 2010, ISBN 978-83-268-0049-8 (Trzy rozmowy Teresy Torańskiej: Michał Bristiger, Michał Głowiński, Adam Daniel Rotfeld).
- Adam Daniel Rotfeld, W cieniu. 12 rozmów z Marcinem Wojciechowskim, wstęp: Teresa Torańska, Warszawa: Agora – Polski Instytut Spraw Międzynarodowych 2012.
- Wywiady Teresy Torańskiej - Biblioteka Newsweeka, 2012 (tom I - IX), ISBN 978-83-7813-276-9.
- Smoleńsk, Warszawa: Wielka Litera, 2013, ISBN 978-83-64142-28-4.
- Aneks, Warszawa: Świat Książki, 2015, ISBN 978-83-7943-845-7.
- Dalej, Warszawa: Wielka Litera, 2016, ISBN 978-83-8032-124-3.

## Filmografia
- Dworzec gdański – film dokumentalny w reż. Marii Zmarz-Koczanowicz; Warszawa 2007.